# 比雷埃夫斯州
比雷埃夫斯州（希臘語：Νομαρχία Αθηνών）是希臘阿提卡大區的一個旧州，散落於阿提卡半島西部、伯羅奔尼撒半島東部及附近島嶼和基西拉島。面積929.382平方公里，2001年人口541,504人。首府比雷埃夫斯是首都雅典的外港。
下分16市、2鎮。
2011年行政区划改革后，希腊撤销所有州份，在比雷埃夫斯州的范围内成立了两个新的专区：比雷埃夫斯专区和岛屿专区。